# Paul Koechlin (Rennfahrer)

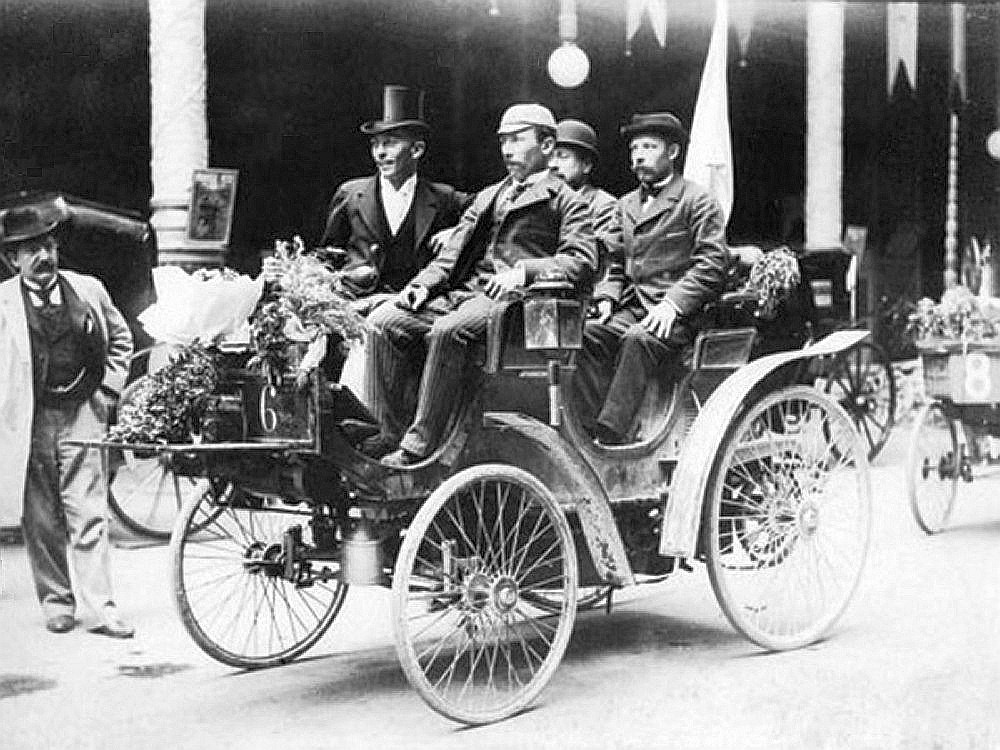
Paul Koechlin auf Peugeot-Daimler Type 7 Phaéton (Viersitzer) beim Rennen Paris–Bordeaux–Paris 1895

Paul Koechlin (* 2. Juni 1852 in Mülhausen; † 28. Juni 1907 ebenda) war ein französischer Industrieller und Automobilrennfahrer.

## Werdegang
Paul Koechlin war Mitglied der Mühlhäuser Fabrikantenfamilie Koechlin und ein Großneffe von André Koechlin. Sein Vater war Jean-Jacques Koechlin (1817–1869), seine Mutter Nina Koechlin, geb. Hurlimann (1821–1885). Er hatte einen älteren Bruder, Albert Koechlin (1848–1920), dessen Sohn Paul (1881–1916) Flugpionier war und im Ersten Weltkrieg während der Schlacht an der Somme fiel. Cousins zweiten Grades waren die Ingenieure Maurice und René Koechlin, Cousins dritten Grades waren der Offizier und Politiker Carl, der Komponist Charles sowie der Mineraloge Rudolf Koechlin.
Koechlin heiratete am 6. Januar 1888 in Mühlhausen Marie Stoecker (1868–1890), mit der er einen Sohn hatte: André Koechlin (1888–1954).
In der Zeit der Jahrhundertwende zwischen dem 19. und 20. Jahrhundert startete Koechlin erfolgreich bei Automobilwettfahrten. Im Jahr 1895 nahm er zusammen mit Isaac Koechlin auf einem Peugeot Typ 7 am Rennen Paris–Bordeaux–Paris teil, das später vom Automobile Club de France als erster Grand Prix automobile de l’A.C.F. bezeichnet wurde. Für die 1178 km Strecke benötigte Koechlin 59 Stunden und 48 Minuten, womit sein Wagen als drittes von neun Fahrzeugen das Ziel erreichte. Da die beiden Erstplatzierten Wagen – der Panhard & Levassor von Émile Levassor und der Peugeot von Louis Rigoulot – nicht gewertet wurden, weil es sich dabei nicht wie in der Ausschreibung gefordert, um viersitzige, sondern um zweisitzige Wagen handelte, gewann Koechlin den mit 31.500 Francs dotierten ersten Preis.